# 敏道家園
天主教敏道家園位於臺灣嘉義縣朴子市，為瑞士籍蒲敏道神父百歲發願創立，由原聖心教養院劉振旺院長擔任第一任敏道家園院長。敏道家園服務規劃為200人之中重、重度心智及多重身心障礙全日型住宿機構，佔地4.3公頃的園區依用途分成行政服務棟、院生住宿棟、技藝陶冶棟與生態園地，內部空間包含復健室、感官統合教室、職能治療室、學員專用教室、烘焙教室、實習商店、會議室、餐廳、圖書館等，為身心障礙朋友提供舒適的教養環境及安全、健康的生活空間。
　　

## 沿革
- 2000/12　慶祝創辦人蒲神父百歲生日，舉辦「讓愛永遠年輕」感恩禮頌，歌手梁弘志、張惠妹蒞臨獻唱，蒲神父許願籌建一座終身教養中心－「敏道家園」。
- 2001/12　行政院長張俊雄、內政部長張博雅協助本院籌設敏道家園。
- 2002/10	　與台糖公司簽定土地買賣契約及支付三成土地價款。
- 2003/1～3　與統一超商辦理「結合在地的力量」於雲嘉南區各門市店面為敏道家園籌募經費。
- 2004　吳念真導演來院義務幫助本院拍攝公益廣告，籌募敏道家園建設經費。
- 2005/3　取得承購台糖公司土地所有權。
- 2005/9　吳念真導演二度為本院義務拍攝公益廣告『一磚一瓦築家園』，邀請歌手伍佰代言。
- 2005/11	　取得「敏道家園開發計畫」變更開發計畫許可。
- 2006/5　取得「敏道家園－新建工程」建照執照。
- 2006/9　吳念真導演第三次為本院拍攝公益廣告『2006用愛打造敏道家園』，邀請王金平院長和萬海慈善基金會陳柏廷董事長為本院代言 。
- 2006/9　「敏道家園－新建工程」公開招標、決標。
- 2006/11/15　敏道家園工程開工，預計工期420天。
- 2007/9　吳念真導演第四次來院，義務幫助本院拍攝96年度公益廣告。
- 2008/10/11　取得敏道家園消防合格同意函與建築使用執照。
- 2008/12/25　取得敏道家園營運許可。
- 2008/12/27　港墘舊院區服務使用者全部遷移至敏道家園。
- 2009/2/21　『璀璨彩虹．幸福約定』敏道家園落成啟用典禮，紙風車劇團蒞臨演出。
- 2010/2/1　敏道家園獨立立案，教區任命聖心教養院劉振旺院長為敏道家園第一任院長。
- 2010/10/19　99年度嘉義縣身心障礙福利機構巡迴輔導訪評：優等。
- 2012/04/23  生態園區及實習商店落成

## 相關報導
- 范正祥. . 自由電子報. 2009-02-23. （原始内容存档于2012-03-04）.
- 江俊亮. . 中央社. 2009-02-21  [2011-09-29]. （原始内容存档于2016-03-05）.

## 官方連結
- 敏道家園. .   [2011-09-29]. （原始内容存档于2011-12-11）.
- 敏道家園. .   [2011-09-29]. （原始内容存档于2011-09-27）.